# Sundamys annandalei
Sundamys annandalei es una especie de roedor de la familia Muridae.

## Distribución geográfica
Se encuentra en las islas de Sumatra, Padang y Rupat (Indonesia), Malasia Occidental y Singapur.